# Osváth Mária
Osváth Mária (Misztótfalu, 1921. augusztus 31. – Budapest, 1998. október 19.) érem és  szobrászművész.

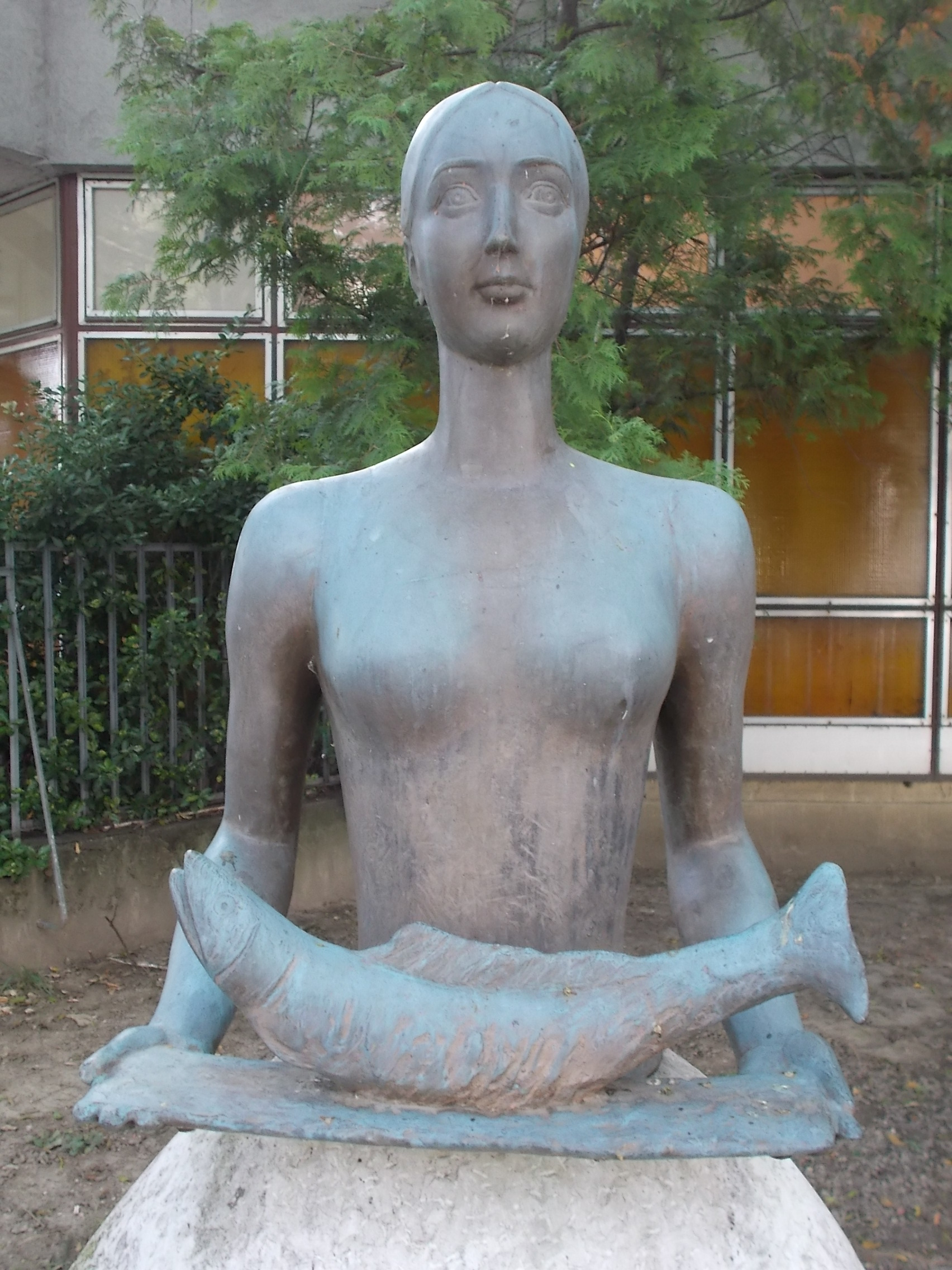
Tálas leányka (1977, Keszthely)

## Élete, művészete
1947-1949 között Baján a Rudnay szabadiskolán fejlesztette képességeit. 1949-1954 között a Magyar Képzőművészeti Főiskola növendéke volt mesterei, Mikus Sándor, Kisfaludi Strobl Zsigmond, Pátzay Pál irányítása mellett. Tanulmányúton járt Olaszországban, Franciaországban és Bulgáriában. Szobrászként több műfajban alkotó, klasszicista felfogású művész volt. Országszerte számos köztéri szobra megtekinthető. Mégis inkább éremművészként lett ismert. Éremművészetére formai oldalról megfejthetetlennek tűnő hiteles jellemábrázolás a jellemző. Fiktív tárgyú szobrainak többségén az ábrázolás ősi, elnagyolt darabossága és emellett gondos és pontos kidolgozottsága kelt érdekes és nehezen megfejthető hatást. Ez a kettősség jellemzi műveinek sorát.

## Egyéni kiállításai
- 1980 – Óbudai Pincegaléria, Budapest
- 1980 – Zichy-kastély, Budapest
- 1982 – Türr István Múzeum, Baja
- 1983 – Kórház-Rendelőintézet, Cegléd
- 1993 – Bocskai Galéria, Budapest

## Válogatott csoportos kiállítások
- 1977 – FIDEM-tárlat, Budapest
- 1980 – FIDEM-tárlat, Lisszabon
- 1983 – FIDEM-tárlat, Firenze
- 1987 – FIDEM-tárlat, Stockholm

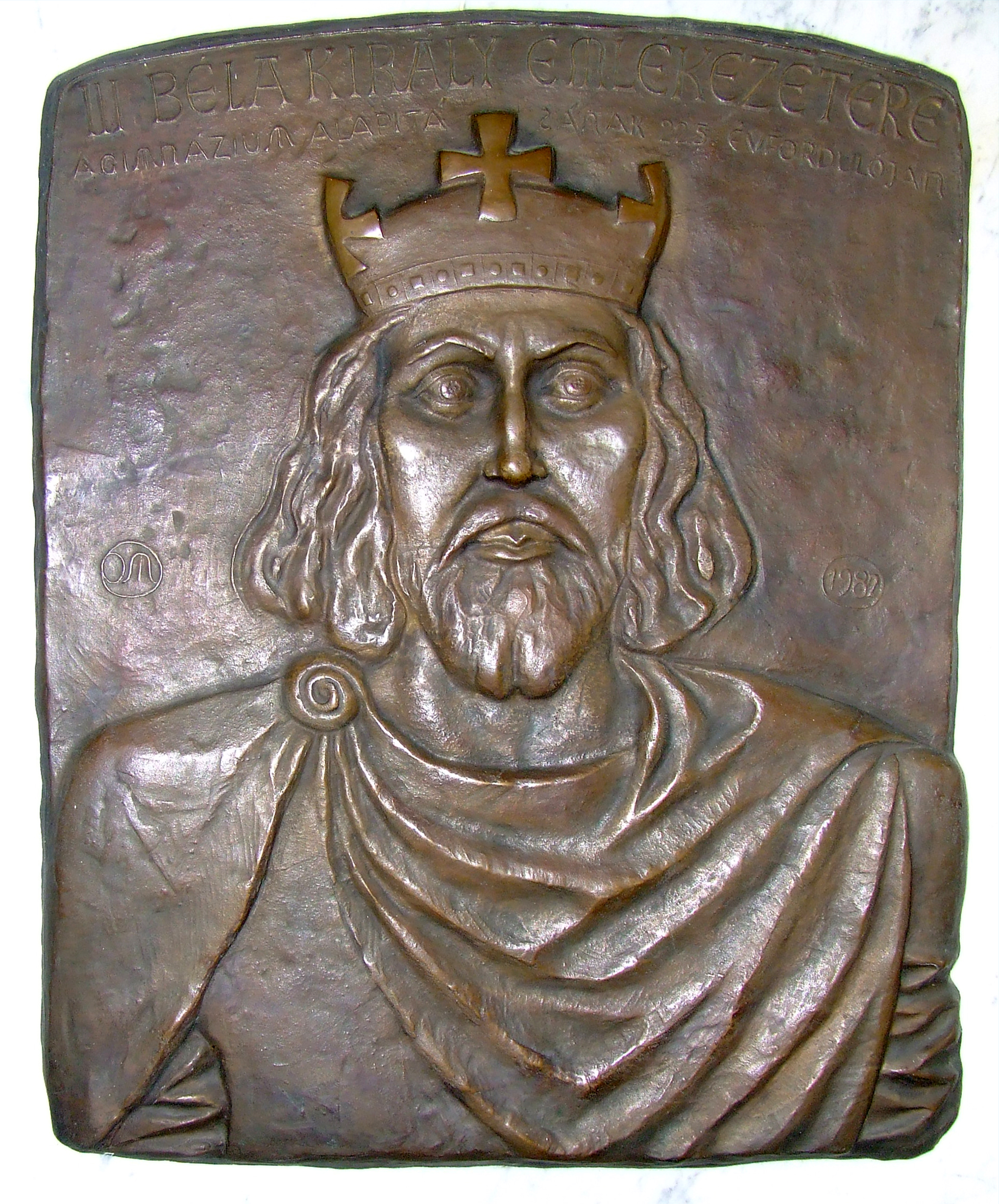
III. Béla (1982, Baja)

- 1989 – FIDEM-tárlat, Colorado Springs
- 1989 – FIDEM-tárlat, Helsink
- 1977–93, 1997, 1999 – I-IX., XI., XII. Országos Éremművészeti Biennálé, Sopron

## Köztéri művei

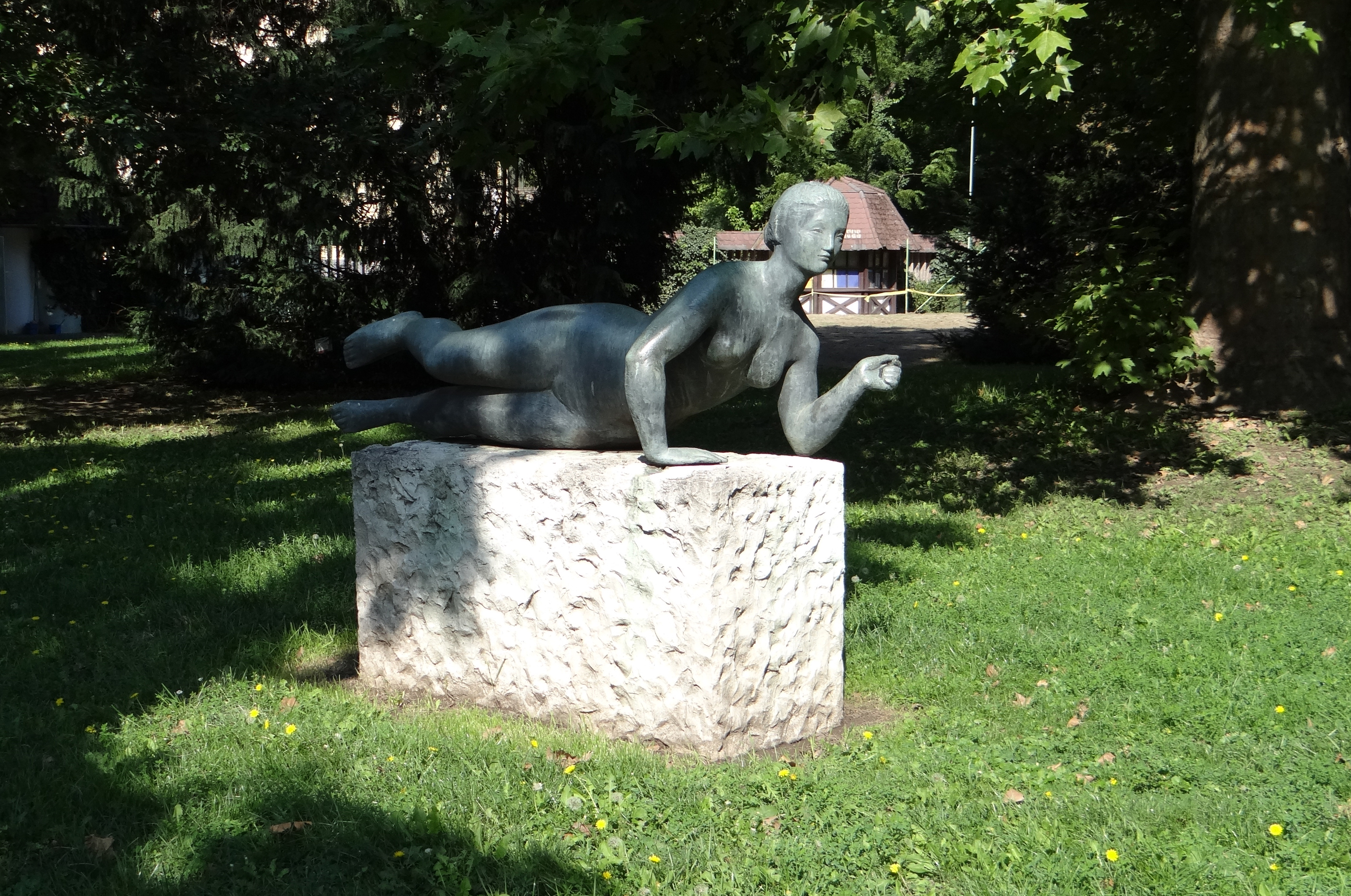
Fekvő nő (Gyula)

- Kislány kecskegidával (bronz, 1957, Kazincbarcika, Jószerencsét u. 4.)
- Kecskés ivókút (bronz, 1957, Kazincbarcika, Egressy út) (Eredetileg egy helyen)
- Olvasó fiú (mészkő, 1964, Budapest, XIII. ker., Váci út, Diákszálló)
- Ülő nő (mészkő, 1965, Fonyód, Gimnázium)
- Ülő lány (mészkő, 1966, Szombathely, Tanítóképző Intézet)
- Támaszkodó lány (mészkő, 1969, Bükkszék, Általános Iskola)
- Fekvő nő (bronz, 1969, Gyula, Várfürdő)
- Ülő nő (mészkő, 1970, Budapest, Lőrinci Fonógyár)
- Kútfigura (bronz, 1973, Budapest, II. ker., Fillér u.)
- Tálas leányka (bronz, 1977, Keszthely, Vendéglátóipari Szakközépiskola)
- Petőfi Sándor (bronz, 1979, Zalaegerszeg, Petőfi Sándor Általános Iskola)
- III. Béla (bronz portrédombormű, 1982, Baja, Gimnázium).

## Művei közgyűjteményekben
- Liszt Ferenc Múzeum, Sopron
- Magyar Nemzeti Galéria, Budapest
- Türr István Múzeum, Baja
- Thorma János Múzeum Kiskunhalas (Léda, 1977)

## Díjak, elismerések
- 1982 – Centenáriumi Garibaldi emlékérem (OL)
- 1985 – Soproni Éremművészeti Biennálé SZOT-díj
- Két alkalommal – Ravennai Dante Biennáléː Különdíj
- Club Française de la Médaille tagság